# Danilo Pereira
Danilo Luís Hélio Pereira (* 9. září 1991 Bissau) je portugalský profesionální fotbalista narozený v Guinea-Bissau, který hraje na pozici defensivního záložníka či středního obránce za francouzský klub Paris Saint-Germain FC a za portugalský národní tým.

## Klubová kariéra
S FC Porto se stal dvakrát mistrem Portugalska (2017–18, 2019–20). V letech 2010–2013 hrál za Parmu (2010–2013; odkud odešel na hostování do Arisu Soluň a Rodě Kerkrade), poté za CS Marítimo (2013–2015) a od roku 2015 byl v kádru FC Porto, přičemž od roku 2020 do léta 2021 byl na hostování v Paris Saint-Germain, kam následně přestoupil na trvalo.

## Reprezentační kariéra
Od roku 2015 hraje za portugalskou reprezentaci, odehrál za ni 44 utkání, v nichž vstřelil dvě branky (ke 17. listopadu 2020). Stal se s ní mistrem Evropy v roce 2016, získal bronzovou medaili na Konfederačním poháru 2017 a vyhrál Ligu národů 2018/19.